# Meteorito lunar

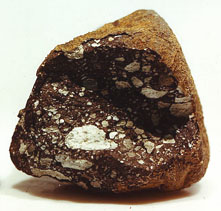
Meteorito encontrado na Antártida em Allan Hills é uma brecha lunar.

Um meteorito lunar é uma rocha da Lua (satélite natural do planeta Terra) que é encontrada em nosso planeta. Na classificação científica na área da ciência planetária e da geologia extraterrestre um meteorito de origem lunar é um acondrito chamado de lunaíto e no grupo dos acondritos, os lunaítos ou meteoritos lunares podem ser divididos basicamente em dois tipos:
- Meteoritos lunares basálticos: São rochas lunares de origem vulcânica na superfície da Lua, eles têm origem nos mares (ou maria) lunares.

- Meteoritos lunares regolíticos (brechas): São as rochas lunares mais antigas, elas tem origem nas terras (ou terrae) lunares, essas rochas lunares são formadas de regolito lunar. O regolito é uma camada de rochas e pó fragmentados por micrometeoróides que impactaram na superfície lunar durante bilhões de anos. Essas rochas regolíticas são formadas de diversos pedaços de minerais diferentes formados na época em que a própria Lua estava sendo formada. Por serem formadas dessa forma essas rochas são chamadas brechas lunares. As brechas são exatamente rochas formadas de diversos pedaços de minerais e rochas diferentes untadas por um cimento mineral.

Um outro tipo de meteorito lunar ou lunaíto seria os gabros lunares. O gabro também tem origem ígnea e aqui na Terra essas rochas também são formadas por processos ígneos intrusivos.
Da forma mais conclusiva, um meteorito lunar é uma rocha que se desprendeu da Lua, devido a impactos meteóricos, se transformando em um meteoróide lunar que acabou entrando na atmosfera da Terra e caindo na superfície. Um meteorito lunar tem os mesmos aspectos exteriores que outros meteoritos, isto é, a crosta de fusão características dos meteoritos pétreos. Muitos meteoritos lunares foram encontrados na Antártida, em nenhum dos casos a queda do meteoro foi testemunhada, isso significa que muitos dos meteoritos lunares encontrados caíram na Terra há milhares ou até milhões de anos.